# 许柏年
许柏年（1939年1月—2023年8月27日），男，汉族，江苏苏州人，中华人民共和国经济学家、政治人物，内蒙古大学原常务副校长、教授，内蒙古自治区政协原副主席，中国民主同盟中央委员会原常务委员，第八、九、十届全国政协委员。